# Battista Malatesta
Battista Malatesta, getauft als Iohanna Baptista di Montefeltro, (* 1384 in Urbino; † 3. Juli 1448 in Foligno) war eine Dichterin in der italienischen Renaissance.

## Leben
Battista wurde als Tochter von Antonio di Montefeltro, Graf von Urbino, in die Adelsfamilie der Montefeltro geboren. Am 14. Juni 1405 wurde sie im Zuge der sehr geplanten Heiratsstrategie der Familie Malatesta mit Galeazzo Malatesta verheiratet, der zwischen 1429 und 1444 mehrfach Podestà von Pesaro war.
Der Ehe, die nicht glücklich war, entsprang eine Tochter, Elisabetta, deren Tochter die Humanistin, Gelehrte und Autorin Costanza Varano war.
Galeazzo war als Condottiere unentwegt in die diversen Auseinandersetzungen der italienischen Machthabenden und Stadtherrschaften verwickelt.  Battista soll nach Galeozzos erster Vertreibung aus Pesaro 1431 mit der Tochter zu ihrer Familie an den Hof ihres Bruders in Urbino zurückgekehrt sein und ein zurückgezogenes Leben geführt haben. Sie starb als Schwester des franziskanischen Ordens der Klarissen am 3. Juli 1448 im Kloster S. Lucia in Foligno.

## Dichterin und Rednerin
Sie war eine gelehrte Aristokratin, die in Philosophie und Sprachen ausgebildet war, und eine Dichterin und Rednerin. James Dennistoun gab das 1851 mit der Begeisterung eines Geschichtsschreibers des 19. Jahrhunderts so wieder:

“By contemporary authors, her talents and endowments are spoken of in most flattering terms, whilst her character is celebrated for piety and justice, benignity and clemency. She corresponded with many of these writers, and employed her pen in theology and poetry. Among other moral treatises, she is said to have written upon human frailty, and on the true faith. In such exercises she found a resource amid the large share of public and domestic calamities which shadowed her lot.”

Als Kaiser Sigismund auf der Rückkehr von seiner Krönung in Rom 1433 durch Urbino kam, wurde sie ausgewählt, ihm zu Ehren eine lateinische Ansprache zu halten. In Angelegenheiten ihrer jüngsten Schwägerin Cleofe schrieb sie an Papst Martin V.
Über Sonnette korrespondierte sie neben anderen mit ihrem Schwiegervater, der den bezeichnenden Beinamen Malatesta dei Sonetti trug, und einige Sonette aus ihrer Feder sind dadurch erhalten geblieben. Dennistoun führt eines über die erstaunliche Arroganz und den Stolz der eigenen Seele und die Notwendigkeit der Demut vor Gott an:
La tua superbia m’è di gran stupore,

Alma presuntuosa et arrogante,

Con tanto ardir la tua voce elevante,

A quel sublime et immenso splendore.

L’angelico consorzio, con fervore

Il glorioso objetto contemplante,

Benchè beato, pur vi sta tremante,

E tu ardisci parlar senza rossore?

Vuoi gustar qui l’aura del Ben eterno

E non correggi la tua vita enorme?

Ma del tuo vaneggiar Dio ben s’accorge.

Il viver basso dunque prendi a scherno,

Piangi, sospira amando, e segui l’orme

Degli umil’, a cui Dio la man sua porge.
– Battista Malatesta

## De studiis et litteris
Battista Malatesta korrespondierte auch mit Leonardo Bruni.  Die Korrespondenz war offenbar so fruchtbar, dass Bruni sein Traktat De studiis et litteris von 1424/1425 widmete. Dass es Bruni in dieser Art „Anleitung akademischen Studium“ um die Untrennbarkeit von Sacherkenntnis und Sprachkultur ging ist ein Hinweis, dass in seinen Augen Battista durchaus literarische Qualitäten mitbrachte. Die Widmung an eine Frau war dabei bewusst gewählt, „denn Bruni wollte die Frauen in sein Bildungsprogramm ausdrücklich eingeschlossen sehen“.

## Nachleben
Judy Chicago widmete ihr eine Inschrift auf den dreieckigen Bodenfliesen des Heritage Floor ihrer Installation The Dinner Party. Die mit dem Namen Baptista Malatesta beschrifteten Porzellanfliesen sind dem Platz mit dem Gedeck für Isabella d’Este zugeordnet.